# Michael Gladis
Michael James Gladis (Houston, 30 augustus 1977) is een Amerikaans acteur en filmproducent.

## Biografie
Gladis werd geboren in Houston maar groeide op in Hartford County. Hij heeft de high school doorlopen aan de Farmington High School aldaar, waar hij in 1995 zijn diploma haalde. Op deze school begon hij al met acteren in toneelstukken. Hierna ging hij studeren aan de Alfred universiteit in Alfred (New York), tijdens zijn studie stapte hij over naar de Staatsuniversiteit van New York in Ulster County waar hij in 1999 zijn bachelor of arts haalde in theaterwetenschap.

## Filmografie

### Films
Uitgezonderd korte films.
- 2023 The Mental State - als Michael Kennedy
- 2022 Without Ward - als T.S. Garp Gault
- 2018 Antiquities - als Delaney
- 2017 Without Ward - als T.S. Garp Gault
- 2015 Terminator Genisys - als Luitenant Matias
- 2014 Not Safe for Work – als John Ferguson
- 2013 Devil's Knot – als Dan Stidham
- 2013 Knights of Badassdom – als King Diamond
- 2013 In Security – als Bruce
- 2011 J. Edgar – als clubeigenaar
- 2008 The Prisoner – als de ondervrager
- 2002 K-19: The Widowmaker – als Yevgeny Borzenkov

### Televisieseries
Uitgezonderd eenmalige gastrollen.
- 2024 Monsters: The Lyle and Erik Menendez Story - als Tim Rutten - 3 afl.
- 2024 Death and Other Details - als Keith Trubitsky - 6 afl.
- 2023 The Company You Keep - als Brad Willford - 4 afl.
- 2020 Penny Dreadful: City of Angels - als Charlton Townsend - 10 afl.
- 2016 Feed the Beast - als Patrick Woichik - 10 afl.
- 2014-2016 One & Done - als dr. Harris - 2 afl.
- 2015 Extant - als Nate Malone - 6 afl.
- 2015 House of Lies - als John Andrews - 3 afl.
- 2014 Reckless - als hulpsheriff Holland Knox - 13 afl.
- 2007 – 2012 Mad Men – als Paul Kinsey – 40 afl.
- 2011 – 2012 Eagleheart – als chief – 13 afl.
- 2003 Third Watch – als Eugene Rossi – 4 afl.

### Filmproducent
- 2017 Without Ward – film
- 2013 In Security – film

- International Standard Name Identifier: 0000 0000 4033 4532
- Library of Congress Control Number: n2006056612
- Virtual International Authority File: 21571844
- WorldCat: E39PBJgt9F7dYx9bkrTtpBvfv3